# Szczyt Tokarskiego
Szczyt Tokarskiego (ang. Tokarski Peak) – wzgórze na Wyspie Króla Jerzego, u nasady Półwyspu Kellera o wysokości bezwzględnej 304,9 m n.p.m. Na wschód od szczytu rozciąga się lodowiec Stenhouse Glacier, na południu wzgórze oddzielone jest Przełęczą Rolnickiego od Góry Birkenmajera. 
Nazwę nadała polska ekspedycja naukowa na cześć prof. Antoniego Tokarskiego, geologa, członka kilku ekspedycji polarnych.